# Amalie Sæten
Amalie Manshaus Sæten, född 1 december 1997, är en norsk friidrottare som tävlar i medel- och långdistanslöpning.

## Karriär
I augusti 2023 vid sommaruniversiaden i Chengdu slutade Sæten på fjärde plats på 5 000 meter och var endast fyra hundradelar ifrån en bronsmedalj.

## Tävlingar

### Internationella
| År                 | Tävling                  | Plats              | Placering          | Gren               | Tid                |
| Tävlande för Norge | Tävlande för Norge       | Tävlande för Norge | Tävlande för Norge | Tävlande för Norge | Tävlande för Norge |
| ------------------ | ------------------------ | ------------------ | ------------------ | ------------------ | ------------------ |
| 2016               | Juniorvärldsmästerskapen | Bydgoszcz          | 25:e (h)           | 800 meter          | 2.09,67            |
| 2017               | U23-europamästerskapen   | Bydgoszcz          | 14:e (h)           | 800 meter          | 2.07,66            |
| 2022               | Europamästerskapen       | München            | 25:e (h)           | 1 500 meter        | 4.15,09            |
| 2023               | Sommaruniversiaden       | Chengdu            | 7:e (h)            | 1 500 meter        | 4.25,26            |
| 2023               | Sommaruniversiaden       | Chengdu            | 4:e                | 5 000 meter        | 16.08,90           |
| 2023               | Världsmästerskapen       | Budapest           | 43:e (h)           | 1 500 meter        | 4.08,08            |
| 2024               | Europamästerskapen       | Rom                | 24:e (h)           | 1 500 meter        | 4.16,07            |
| 2024               | Europamästerskapen       | Rom                | 11:e               | 5 000 meter        | 15.17,41           |

### Nationella
| Medalj | Gren                | År               |
| ------ | ------------------- | ---------------- |
| Guld   | 1 500 meter         | 2020             |
| Guld   | 5 000 meter         | 2022, 2023       |
| Guld   | 4×400 meter stafett | 2014             |
| Silver | 800 meter           | 2017, 2018       |
| Silver | 1 500 meter         | 2019, 2021, 2022 |
| Silver | 4×400 meter stafett | 2018             |
| Brons  | 800 meter           | 2019, 2020       |
| Brons  | 1 500 meter         | 2023             |
| Brons  | 1 000 meter stafett | 2018             |

## Personliga rekord
| Utomhus - 800 meter – 2.04,80 (Oslo, 7 juni 2018) - 1 500 meter – 4.08,08 (Budapest, 19 augusti 2023) - 3 000 meter – 8.57,18 (Tønsberg, 21 maj 2022) - 5 000 meter – 15.17,41 (Rom, 7 juni 2024) | Inomhus - 800 meter – 2.07,50 (Ulsteinvik, 28 februari 2020) - 1 500 meter – 4.17,46 (Ulsteinvik, 2 februari 2023) - 3 000 meter – 9.11,91 (Manchester, 28 januari 2023) |